# Кубок світу з біатлону 2020—2021 — етап 7
Сьомий етап Кубка світу з біатлону 2020—21 відбувався в Антерсельві (Антгольці), Італія, з 21 по 24 січня 2021 року. До програми етапу було включено 6 гонок: індивідуальні гонки та гонки з масовим стартом, а також естафети серед чоловіків і жінок.

## Переможці та призери

### Чоловіки
| Гонка:                    | Золото:                                                              | Час                                                       | Срібло:                                                             | Час                                                       | Бронза:                                                             | Час                                                       |
| Індивідуальна гонка 20 км | Олександр Логінов Росія                                              | 48:41.8 (0+0+0+0)                                         | Стурла Легрейд Норвегія                                             | 49:40.3 (0+1+1+0)                                         | Кантен Фійон Майє Франція                                           | 49:52.4 (0+0+1+1)                                         |
| Мас-старт 15 км           | Йоганнес Тінгнес Бо Норвегія                                         | 35:44.3 (0+0+0+1)                                         | Кантен Фійон Майє Франція                                           | 36:15.6 (1+0+0+1)                                         | Яков Фак Словенія                                                   | 36:28.5 (0+0+1+0)                                         |
| Естафета 4х7,5 км         | Франція Антонен Гігонна Кантен Фійон Майє Сімон Детьє Емільєн Жаклен | 1:14:25.8 (0+2) (0+1) (0+1) (0+3) (0+0) (0+1) (0+1) (0+0) | Норвегія Стурла Легрейд Йоганнес Дале Тар'єй Бо Йоганнес Тінгнес Бо | 1:14:26.6 (0+2) (0+0) (0+1) (1+3) (0+1) (0+1) (0+0) (0+1) | Росія Антон Бабіков Матвій Єлісєєв Олександр Логінов Едуард Латипов | 1:15:16.6 (0+0) (0+0) (0+0) (0+1) (0+0) (1+3) (0+0) (0+3) |

### Жінки
| Гонка:                    | Золото:                                                              | Час                                                       | Срібло:                                                             | Час                                                      | Бронза:                                                                | Час                                                       |
| Індивідуальна гонка 15 км | Ліза-Тереза Гаузер Австрія                                           | 42:29.3 (0+0+1+0)                                         | Юлія Джима Україна                                                  | 43:13.0 (0+0+0+0)                                        | Анаїс Шевальє-Буше Франція                                             | 43:33.3 (0+0+0+1)                                         |
| Мас-старт 12,5 км         | Жулья Сімон Франція                                                  | 37:05.5 (1+1+1+0)                                         | Ганна Еберг Швеція                                                  | 37:05.7 (0+0+1+0)                                        | Ліза-Тереза Гаузер Австрія                                             | 37:09.0 (0+0+1+0)                                         |
| Естафета 4х6 км           | Росія Євгенія Павлова Тетяна Акімова Світлана Миронова Уляна Кайшева | 1:07:32.4 (0+1) (0+3) (0+0) (0+1) (0+1) (0+1) (0+0) (0+2) | Німеччина Ванесса Гінц Яніна Геттіх Денізе Геррманн Франциска Пройс | 1:07:43. (0+1) (0+0) (0+0) (0+1) (0+1) (0+2) (0+0) (0+1) | Франція Анаїс Бескон Анаїс Шевальє-Буше Жустін Брезаз-Буше Жулья Сімон | 1:07:53.6 (0+0) (1+3) (0+0) (0+0) (0+2) (0+2) (0+1) (0+1) |